# رايموند فانيه
رايموند فانيه (بالفرنسية: Raymond Vanier)‏ هو طيار فرنسي، ولد في 6 أغسطس 1895 في أورليان في فرنسا، وتوفي في 15 أغسطس 1965 في باريس في فرنسا.